# 石子詰め
石子詰め（いしこづめ）は、日本の中世、近世の刑罰、私刑のひとつ。

## 概略

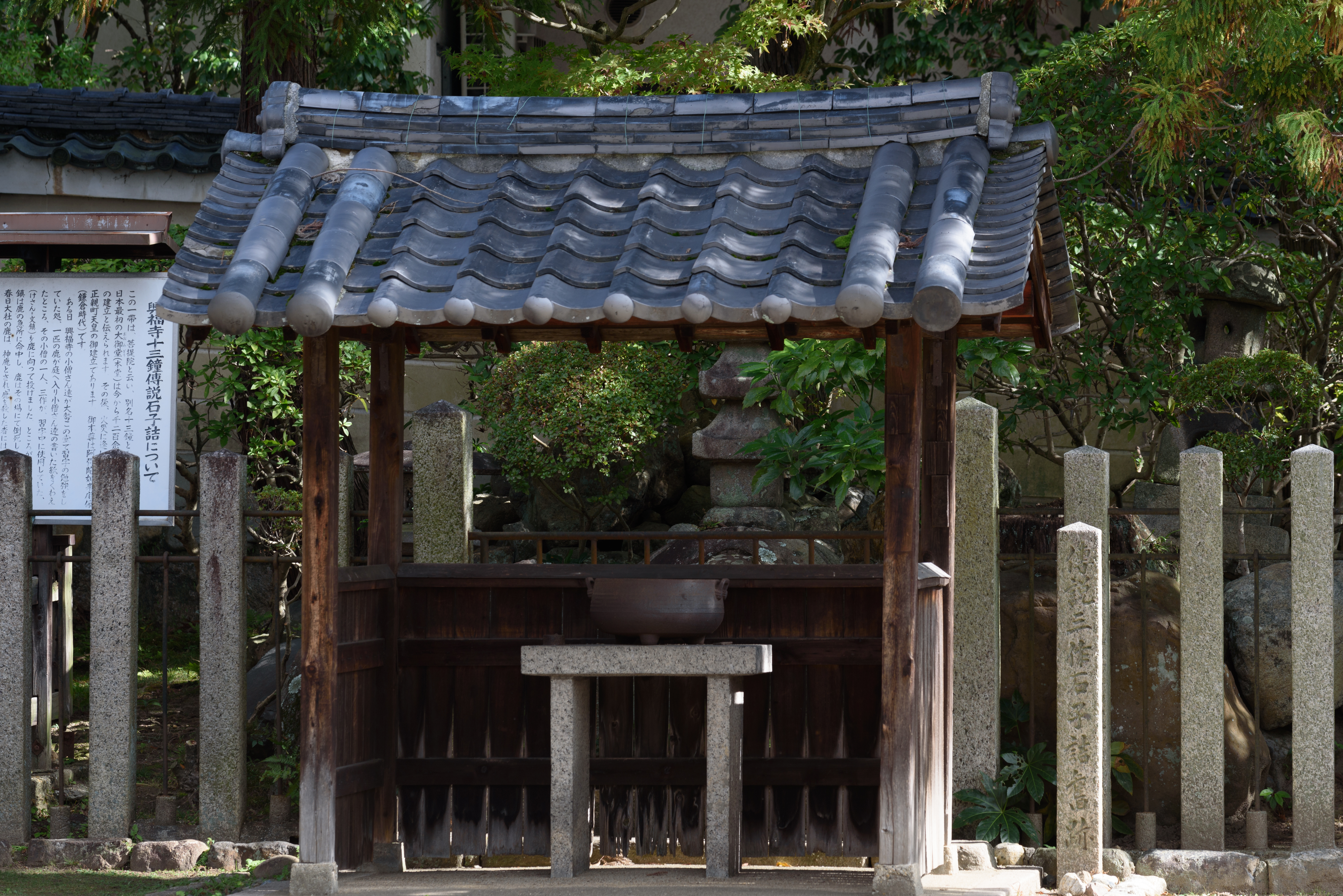
興福寺菩提院大御堂に残る三作石子詰の旧跡

地面に穴を掘り、首から上だけ地上に出るように、人を生きたまま入れ、その周囲に多くの小石を入れ、石の重みで徐々に圧死させるというもの（罪人を穴に落としてその上に石を載せ続けて殺すとも）。
刑罰としては古代から江戸時代初期頃まで存在し、越後国上杉家で行なわれた記録が残る。ほか、『俚諺集覧』には「小石にて人を生きながら埋める刑なり、中古辺土にて往々ありしことなり」と記されている。また、寛永5年（1628年）、奈良の春日社の狛犬を盗んだ山伏を飯合川で石子詰めにした記録がある。春日野で神の使いである鹿を殺した犯人は、興福寺で石子詰めにされたといい、同寺の菩提院大御堂には、その刑が行われたとされる旧跡がある（奈良の鹿も参照）。その後、江戸時代中期になって公事方御定書が発布され、その中で処刑方法が鋸挽き、磔、斬首などに定められて以降は、刑罰としては廃れていった。
また、私刑として行なわれた。